# 홍화각기
홍화각기(弘化閣記)는 대한민국 제주특별자치도 제주시에 있는, 고득종이 지은 글이다. 1991년 6월 4일 제주특별자치도의 유형문화재 제15호로 지정되었다.

## 개요
제주목 관아가 모두 불탄 뒤 세종 17년(1435)에 최해산(崔海山) 안무사가 홍화각 등 여러 건물을 다시 지었는데『홍화각기』는 바로 그 간의 경위를 밝히기 위해 고득종이 지은 글이다.
글 전체의 내용은 제주도의 지형과 역사를 간략히 서술한 뒤에 최해산의 인품과 백성들에게 선정을 베푼 것을 찬양하고, 다음으로 홍화각의 건립 내력과 홍화각이라 명명한 이유를 기록하고 있다. 또 ‘홍화각(弘化閣)’이라는 제액 세 글자도 고득종 자신이 직접 써서 게시하였음을 밝히고 있다.
현재『홍화각기』와 홍화각 액자는 모두 고양부 삼성사재단에 소장되어 있다.

## 참고 자료
- 홍화각기 - 국가유산청 국가유산포털